# Mesoligia modesta
Mesoligia modesta är en fjärilsart som beskrevs av Diehl 1957. Mesoligia modesta ingår i släktet Mesoligia och familjen nattflyn. Inga underarter finns listade i Catalogue of Life.